# 黑龙江广播电视台
黑龙江广播电视台（英語：Heilongjiang Broadcasting Television，加挂黑龙江省全媒体中心牌子），是黑龙江省一家主要从事广播电视节目制作、播出的特大型省属事业单位。
黑龙江广播电视台成立于2015年1月，由黑龙江人民广播电台和黑龙江电视台合并组建。2023年3月30日，黑龙江省全媒体中心揭牌成立。依托黑龙江广播电视台，整合东北网和县级融媒体中心省级技术平台。

## 服务

### 电视频道
黑龙江广播电视台的电视服务源于1958年12月20日成立的哈尔滨电视台，黑龙江电视台的电视广播信号中心位于龙塔，现有9个电视频道。
| 頻道名稱      | 语言   | 广播格式                    | 啟播時間 | 频道前身                                                     | 備註 | 備註 |
| 黑龙江卫视    | 普通話 | SD: PAL 576i 16:9 HD: 1080i | 标清版：1958年12月20日（开播） 1997年10月16日（上星） 高标清数模同播：2009年9月28日 高标清16:9同播：2017年12月27日 | 哈尔滨电视台 黑龙江电视台 黑龙江电视台新闻综合频道           | 卫星电视频道                                                                                            |      |
| 影视频道      | 普通話 | SD: PAL 576i 4:3            | 1993年6月28日 | 黑龙江电视二台                                               | 以影视节目为主的电视频道                                                                                |      |
| 文体频道      | 普通話 | SD: PAL 576i 4:3            | 1994年 | 黑龙江有线综合频道 黑龙江电视台文艺频道                      | 以文化、体育节目为主的电视频道，2017年10月10日改为现名                                                  |      |
| 都市频道      | 普通話 | SD: PAL 576i 4:3            | 1994年 | 黑龙江有线生活频道 黑龙江电视台女性频道                      | 以都市生活节目为主的电视频道                                                                            |      |
| 新闻·法治频道 | 普通話 | SD: PAL 576i 16:9 HD: 1080i | 标清版：2001年3月5日 高标清16:9同播：2018年7月27日                                                                 | 黑龙江有线教育频道 黑龙江电视台法制频道 黑龙江电视台新闻频道 | 以新闻、法治节目为主的电视频道，2012年5月17日改为新闻频道，2018年10月9日改为现名                        |      |
| 农业·科教频道 | 普通話 | SD: PAL 576i 4:3            | 2002年7月1日 | 黑龙江电视台公共频道 公共·农业频道                           | 以农业、科教节目为主的前政策性电视频道，2016年11月改为公共·农业频道，2022年7月25日改为农业·科教频道     |      |
| 少儿频道      | 普通話 | SD: PAL 576i 4:3            | 2004年12月20日 | 黑龙江电视台少儿频道 黑龙江电视台第七频道（少儿经济频道）    | 以少儿节目为主的政策性电视频道，2011年5月30日改名为第七频道（少儿经济频道），2014年12月20日改回少儿频道 |      |
| 地铁传媒频道  | 普通話 | SD: PAL 576i 4:3            | 2014年9月26日 |                                                              | 只在哈尔滨地铁1号线播放                                                                                 |      |
| 移动传媒频道  | 普通話 | SD: PAL 576i 4:3            | |                                                              | 只在哈尔滨市部分有电视的公共汽车上播放                                                                  |      |

注：
黑龙江省亦有另一家电视媒体，即黑龙江农垦广播电视台完全不归黑龙江广播电视台负责，归黑龙江省农垦总局主体负责。

#### 停播频道
- 导视频道：2012年2月6日开播，2017年11月1日停播。
- 考试频道：2012年2月28日开播，2014年5月停播。

### 广播频率
黑龙江广播电视台的广播服务源于1945年8月20日开播的黑龙江人民广播电台（简称龙广，前身是哈尔滨人民广播电台），电台节目覆盖黑龙江省全部、吉林省北部和内蒙古自治区东部，日播出节目总量达到180小时，现有10个广播频率。
| 頻道名稱     | 语言   | 频道频率      | 啟播時間       | 频道前身 | 備註                                                 |
| 新闻广播     | 普通話 | AM621 FM94.6  | 1945年8月20日  |          | 以新闻为主的广播频率                                 |
| 朝鲜语广播   | 朝鲜语 | AM873 FM103.5 | 1963年2月20日  |          | 朝鲜语广播频率                                       |
| 交通广播     | 普通話 | FM99.8        | 1993年8月28日  |          | 主要為駕車人士服務的頻率，提供路況播報、生活信息節目 |
| 生活广播     | 普通話 | FM104.5       | 2000年4月10日  |          | 以生活服务为主的广播频率                             |
| 都市女性广播 | 普通話 | FM102.1       | 2000年10月1日  |          | 主要為女性服務的頻率                                 |
| 音乐广播     | 普通話 | FM95.8        | 2003年1月28日  |          | 以音乐为主的广播频率                                 |
| 老年儿童广播 | 普通話 |               |                |          | 主要為老年人、儿童服務的頻率                         |
| 高校广播     | 普通話 | FM99.3        | 2008年10月26日 |          | 以教育为主的广播频率                                 |
| 北大荒之声   | 普通話 | AM945         | 2011年6月1日   |          | 由黑龙江广播电视台与黑龙江农垦广播电视台合办         |

注：
黑龙江广播电视台还与三亚广播电视台合作，自2009年2月在通过三亚广播电视台播出黑龙江广播电视台的广播节目，呼号为天涯之声。